# Frequenzverdopplung

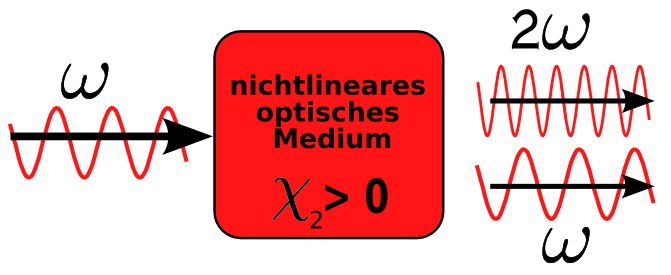
Frequenzverdopplung in einem nichtlinearen Medium

Frequenzverdopplung bezeichnet das Phänomen, dass bei Bestrahlung einiger Materialien, z. B. mit einem Laser mit hoher Intensität, unter bestimmten Bedingungen Strahlung mit der doppelten Frequenz entsteht. Dies entspricht einer Halbierung der Wellenlänge {\displaystyle \lambda }. Zum Beispiel kann aus der infraroten Strahlung eines Nd:YAG-Lasers ({\displaystyle \lambda } = 1064 nm) grünes Licht der Wellenlänge 532 nm erzeugt werden. Es ist auch Frequenzverdreifachung möglich, beim Beispiel des Nd:YAG-Laser entsteht dann Ultraviolett mit {\displaystyle \lambda } = 354,7 nm.
Frequenzverdopplung wird häufig SHG (engl. second harmonic generation) abgekürzt, die Frequenzverdreifachung mit THG (third harmonic generation).

## Physikalischer Hintergrund

Atomkern und Elektronenhülle werden durch Lichteinwirkung gegeneinander verschoben.

Wenn elektromagnetische Strahlung durch Materie hindurchgeht, führt das elektrische Feld dieser Strahlung zu einer periodischen Verschiebung der elektrischen Ladungen mit der Frequenz der Strahlung. Diese schwingenden Verschiebungen erzeugen ihrerseits wieder elektromagnetische Strahlung. Wenn die Intensität des eingestrahlten Lichts klein ist, sind auch die Auslenkungen der elektrischen Ladungen aus der Ruhelage klein. Sie verhalten sich dann wie harmonische Oszillatoren, die mit einer Frequenz abseits ihrer Resonanz getrieben werden: Die Bewegung enthält ausschließlich die gleichen Frequenzkomponenten wie die Anregung.
Das Potential, das den Dipol in seine Ausgangslage zurücktreibt, hat nur für kleine Auslenkungen annähernd die Form einer Parabel. Bei großen Auslenkungen weicht es davon ab, da dann die Kernladung benachbarter Atome Einfluss nimmt. Diese Abweichung nennt man Nichtlinearität, da sie einen nicht-linearen Zusammenhang zwischen Auslenkung und rücktreibender Kraft bedeutet. Welche Form und Stärke die Nichtlinearität hat, hängt damit von der Struktur des vom Licht durchstrahlten Materials ab.
Die sich bewegende Ladung erfährt durch das Potential eine Beschleunigung in Richtung der Nulllage. Nur für ein quadratisches Potential ergibt sich daraus ein sinusförmiger Verlauf der Geschwindigkeit. Bei Abweichungen wird die Ladung zwischenzeitlich zu langsam oder zu schnell beschleunigt. Dies führt zu Abweichungen von der Sinusform im Verlauf der Geschwindigkeit und als Folge davon zu Abweichungen im elektrischen Feld des von der Ladung abgestrahlten Lichts. Im Spektrum des Lichts bedeutet dies, dass nicht nur die einfallende Frequenz, sondern auch ihre Harmonischen in unterschiedlicher Stärke enthalten sind. Da die Effizienz der Wandlung mit dem Grad der Harmonischen stark abnimmt, sind meist nur die zweite (SHG) oder die dritte (THG) technisch von Bedeutung.
Man kann diese Erzeugung von Licht höherer Frequenz als Absorption von zwei oder mehr Photonen und Emission eines Photons auffassen. Jedoch handelt es sich nicht um Fluoreszenz. Anders als bei der Fluoreszenz ist das ausgesandte Licht kohärent mit dem eingestrahlten. Der Mechanismus hängt nicht mit den Energieniveaus der Atome zusammen.

### Frequenzverdoppelung (SHG)
Wenn das für den schwingenden Dipol wirksame Potenzial nichtlinear, aber symmetrisch zur Nulllage ist, dann wird die Geschwindigkeit auf beiden Seiten der Auslenkung gleich verzerrt. Die daraus entstehende Bewegung enthält keine geraden Fourier-Koeffizienten. Daher kann mit einem solchen Potential nur Licht ungerader Harmonischer erzeugt werden (Verdreifachung, Verfünffachung, …). Zur Erzeugung der doppelten Frequenz darf also das verwendete nichtlineare Material nicht zentrosymmetrisch sein.
Das verdoppelte Licht breitet sich in „Vorwärts“-Richtung aus wie der eintreffende Lichtstrahl auch: Die Einzelphasen der nach vorn gerichteten Photonen sind phasengleich, so dass sich die Wellen, die von verschiedenen Atomen erzeugt werden, verstärken. In anderen Richtungen löschen sich die Wellen gegenseitig aus.

### Frequenzverdreifachung (THG)
Bei ausreichend starker Intensität des eingestrahlten Lichts reicht die Amplitude der Dipolschwingungen aus, um Licht der dreifachen Frequenz abzustrahlen. Anders als bei der Frequenzverdopplung ist dafür keine spezielle Asymmetrie in der Anordnung der beteiligten Atome nötig. Die hohe benötigte Intensität und der weite durch die Verdreifachung überspannte Wellenlängenbereich stellen jedoch technische Hürden dar.

## Grundlagen
Die Effizienz der Frequenzverdopplung hängt stark von der Stärke der Feldstärke der elektromagnetischen Welle ab. Während die Polarisation in der linearen Optik nur von dem Term erster Ordnung abhängt, wird sie bei großen Strahlungsintensitäten nun auch von den weiteren Ordnungen abhängig und besteht in diesem Fall aus mehreren Beiträgen. Im Rahmen dieser Herleitung kann von einem isotropen Material ausgegangen werden, sodass Polarisation und elektrisches Feld parallel zueinander stehen:
{\displaystyle {\vec {P}}=\varepsilon _{0}\sum _{n}\chi ^{(n)}E^{n-1}{\vec {E}}=\varepsilon _{0}\chi ^{(1)}{\vec {E}}+\varepsilon _{0}\chi ^{(2)}E{\vec {E}}+\varepsilon _{0}\chi ^{(3)}E^{2}{\vec {E}}+\dots }
wobei {\displaystyle \chi ^{(n)}} der dielektrischen Suszeptibilität entspricht.
Im Fall der Frequenzverdopplung ist nun der Term zweiter Ordnung ({\displaystyle n=2}) obiger Gleichung zu betrachten. Wenn sich eine starke Lichtwelle der Kreisfrequenz {\displaystyle \omega } in z-Richtung in der Materie ausbreitet, erzeugt sie an einer gegebenen Stelle ein zeitabhängiges Strahlungsfeld:
{\displaystyle E(t)=E_{0}\sin(\omega t)}
das eine Polarisation zweiter Ordnung hervorruft, und die obige Gleichung wie folgt aussehen lässt:
{\displaystyle |{\vec {P}}^{(2)}|=\varepsilon _{0}\chi ^{(2)}E^{2}=\varepsilon _{0}E_{0}^{2}\chi ^{(2)}\sin ^{2}(\omega t)}
Unter Zuhilfenahme der trigonometrischen Identität {\displaystyle \sin ^{2}(x)={\frac {1-\cos(2x)}{2}}} wird damit:
{\displaystyle |{\vec {P}}^{(2)}|={\frac {\varepsilon _{0}E_{0}^{2}\chi ^{(2)}}{2}}-{\frac {\varepsilon _{0}E_{0}^{2}\chi ^{(2)}}{2}}\cos(2\omega t)}
Es ist offensichtlich, dass die Polarisation zweiter Ordnung aus zwei Beiträgen besteht: einem konstanten Term, entsprechend einem statischen elektrischen Feld (optische Gleichrichtung), sowie einem zweiten Term, der mit der zweifachen Frequenz {\displaystyle 2\omega } schwingt. Diese oszillierende Polarisation erzeugt im nichtlinearen Medium eine Sekundärstrahlung bei der Frequenz {\displaystyle 2\omega }, wobei man hierbei nun von Frequenzverdopplung spricht.
Damit die Sekundärstrahlung beim Durchgang durch das Medium auch abgestrahlt wird, muss der Brechungsindex in Ausbreitungsrichtung für die Grundwelle gleich dem Index für die zweite Harmonischen sein:
{\displaystyle n_{\omega }=n_{2\omega }}
Ist diese Bedingung nicht erfüllt, findet die Konversion im Medium zwar immer noch statt, aber die an den verschiedenen Stellen des Mediums emittierte Strahlung wird durch destruktive Interferenz eliminiert. Bei gleichem Brechungsindex sind die Ausbreitungsgeschwindigkeiten der Grundwelle und der zweiten Harmonischen gleich, so dass eine konstruktive Überlagerung stattfindet. Diese Anpassung wird Phasenanpassung genannt.
Da alle Medien Dispersion zeigen, ist die Phasenanpassungsbedingung im Allgemeinen mit optisch isotropen Materialien nicht erreichbar. Deshalb sind die verwendeten Medien meist doppelbrechende Kristalle. Prinzipiell sind drei Möglichkeiten zur Phasenanpassung in nichtlinearen optischen Medien bekannt: Die kritische, die nichtkritische und die Quasiphasenanpassung (QPM von engl. quasi phase matching). Bei der kritischen Phasenanpassung in einem doppelbrechenden Material wird die Kristallachse bezüglich der optischen Achse so gewählt, dass der Brechungsindex des ordentlichen Strahls der Grundwelle und des außerordentlichen Strahls der zweiten Harmonischen übereinstimmt. Im Falle der nichtkritischen Phasenanpassung wird bei einigen Medien die Eigenschaft ausgenutzt, dass sich der Brechungsindex der Grundwelle und der zweiten Harmonischen bei Temperaturvariation unterschiedlich ändert. Für die gewünschte Wellenlänge findet sich dann eine Temperatur, bei der die Phasenanpassungsbedingung erfüllt wird. Beispielsweise erreicht man dies für die Konversion von Licht der Wellenlänge 1064 nm hin zu 532 nm mithilfe eines LBO-Kristalls bei einer Temperatur von etwa 140 °C. Bei der Quasiphasenanpassung wird die Ferroelektrizität von Materialien wie bspw. dem in der nichtlinearen Optik gängigen Lithiumniobat ausgenutzt. Hierbei werden Domänen in das Material geschrieben, bei denen das {\displaystyle \chi ^{(2)}} periodisch das Vorzeichen wechselt (periodische Polung). Eine echte Phasenanpassung findet nicht statt, jedoch lassen sich die einzelnen Domänen in ihrer Periodizität und Wellenlänge so gestalten, dass sich die erzeugten Teilwellen der zweiten Harmonischen konstruktiv überlagern.

## Anwendungen
Mithilfe der Frequenzverdopplung und Frequenzverdreifachung kann ein Laser, der ein nichtlineares Medium bestrahlt, höhere optische Frequenzen erzeugen, als der Laser selbst emittiert. Da Laser mit Wellenlängen im nahen Infrarot besonders leicht herzustellen sind, ist es oft wesentlich einfacher, einen solchen Laser mit Frequenzverdopplung oder -verdreifachung zu betreiben, als einen Laser im sichtbaren Bereich oder dem nahen Ultraviolett zu konstruieren.
Als Strahlungsquelle werden meist Festkörperlaser eingesetzt, zum Beispiel Nd:YAG-Laser, die nach Frequenzverdopplung grün strahlen, u. a. in grünen Laserpointern. Frequenzverdoppelte Nd:YAG-Laser liefern auch grüne Laserstrahlen mit bis zu mehreren Watt Strahlungsleistung für Lasershows sowie in Laserprojektoren.
Die Frequenzverdopplung erfolgt mit einem nichtlinearen Medium innerhalb des Laserresonators (intracavity SHG) oder auch außerhalb. Die Frequenzverdopplung im Resonator bietet den Vorteil, dass dort die Intensität des Strahles und somit die Konversions-Effizienz höher ist. Nachteilig ist die schwer zu erreichende Leistungs- und Modenstabilität: Aufgrund des nichtlinearen Zusammenhanges zwischen Intensität und Frequenzkonversion (letztere steigt bei wachsender Intensität steil an) treten Leistungsoszillationen und konkurrierende transversale Moden auf, die kaum zu stabilisieren sind.
Frequenzverdoppelte Laser geben die Strahlung höherer Frequenz in ähnlich hohen Strahlqualitäten wie die Grundwelle ab. Aufgrund des Zusammenhanges zwischen Wellenlänge und minimalem Fokusdurchmesser lässt sich die kurzwellige Strahlung feiner fokussieren. Weiterhin wird sie von vielen Materialien besser absorbiert, sodass sie sich besser zur Laser-Mikrobearbeitung eignet (zum Beispiel Laserabgleich, Bearbeitung von Silizium).

### Verdopplungsmaterialien
Materialien, die sich für die Frequenzverdopplung eignen, unterliegen einigen Auswahlbedingungen. Neben der generellen Anforderung, unter Inversion nicht symmetrisch zu sein, sind diese vor allem für die technische Umsetzung relevant. Für hohe Ausgangsleistungen ist es günstig, einen Stoff mit möglichst hohem Koeffizienten {\displaystyle \chi ^{(2)}} zu finden. Andererseits muss er chemisch und thermisch stabil sein, darf also nicht durch die herrschenden Bedingungen in der Anordnung zerstört werden. Zudem ist zu beachten, dass weder das ursprüngliche, noch das frequenzverdoppelte Licht stark absorbiert wird. Die Materialwahl ist also auch vom verwendeten Laser bzw. dessen Wellenlänge abhängig.
All diese Anforderungen werden am besten durch speziell für diesen Zweck hergestellte Kristalle erfüllt. Beispiele sind Lithiumniobat, Kaliumdihydrogenphosphat, Beta-Bariumborat und Lithiumtriborat. Aber auch dünne Filme von Diethylaminoschwefeltrifluorid, periodisch gepolte Polymere oder Flüssigkristalle können zur Frequenzverdopplung eingesetzt werden.

### Vermessung von Laserpulsen
Zur Vermessung von kurzen Laserpulsen werden Autokorrelatoren verwendet, die den Effekt der Frequenzverdopplung ausnutzen.

### Mikroskopie
In der Mikroskopie kann Frequenzverdopplung genutzt werden, um biologische Strukturen sichtbar zu machen, etwa Kollagen-Fasern oder Myosin in der quergestreiften Muskulatur. Beide Strukturen bilden kristallähnliche Gitter, die in der Größenordnung der Wellenlänge des eingestrahlten Lichts nicht-zentrosymmetrisch sind. Nutzen kann man Frequenzverdopplung und Frequenzverdreifachung mit einem Multiphotonenmikroskop.
Frequenzverdopplung tritt auch an Oberflächen und Grenzflächen auf. Dies kann dazu verwendet werden, Veränderungen unmittelbar an einer Oberfläche zu detektieren.